# Diocesi di Cartagena

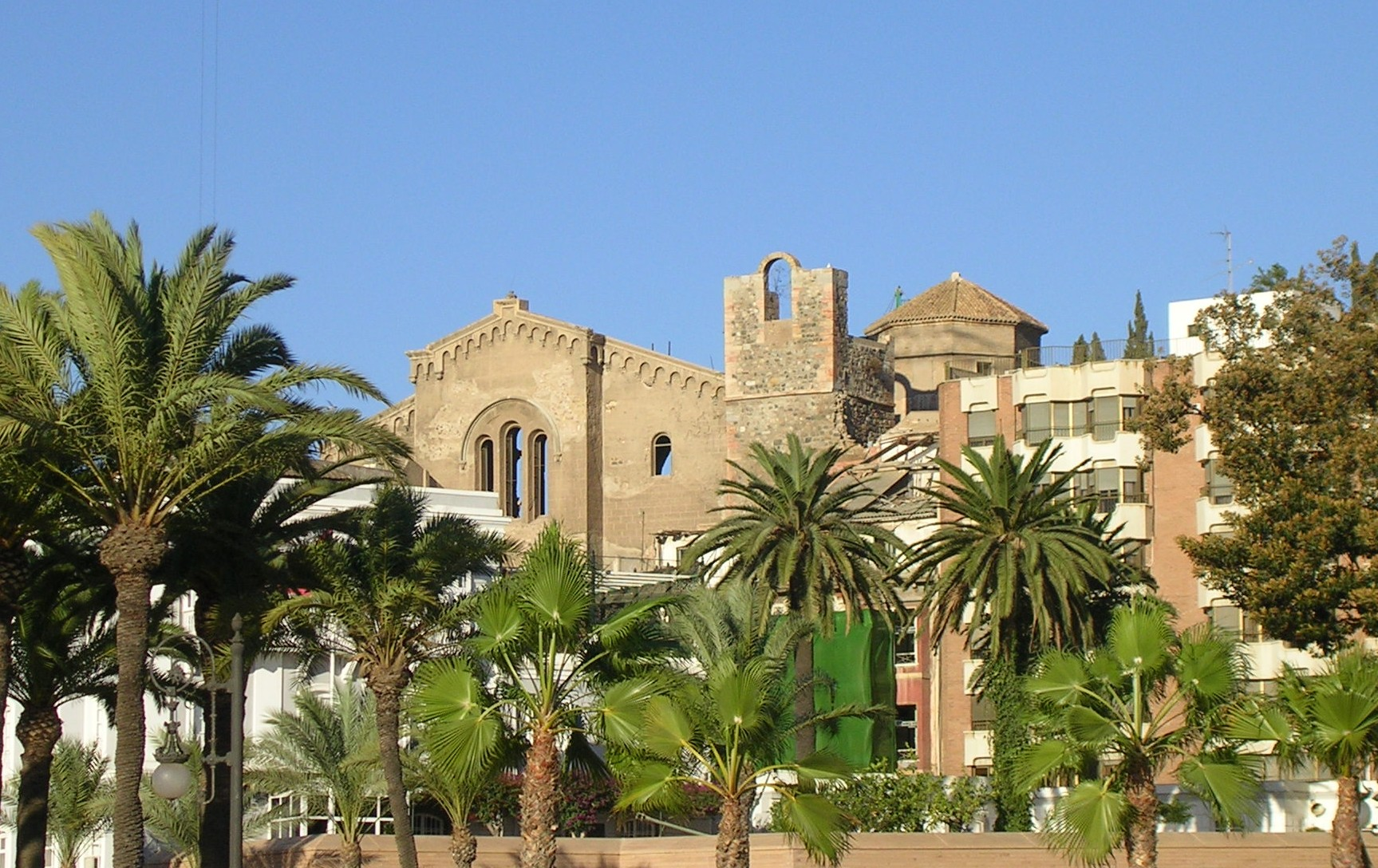
L'antica cattedrale di santa Maria a Cartagena.

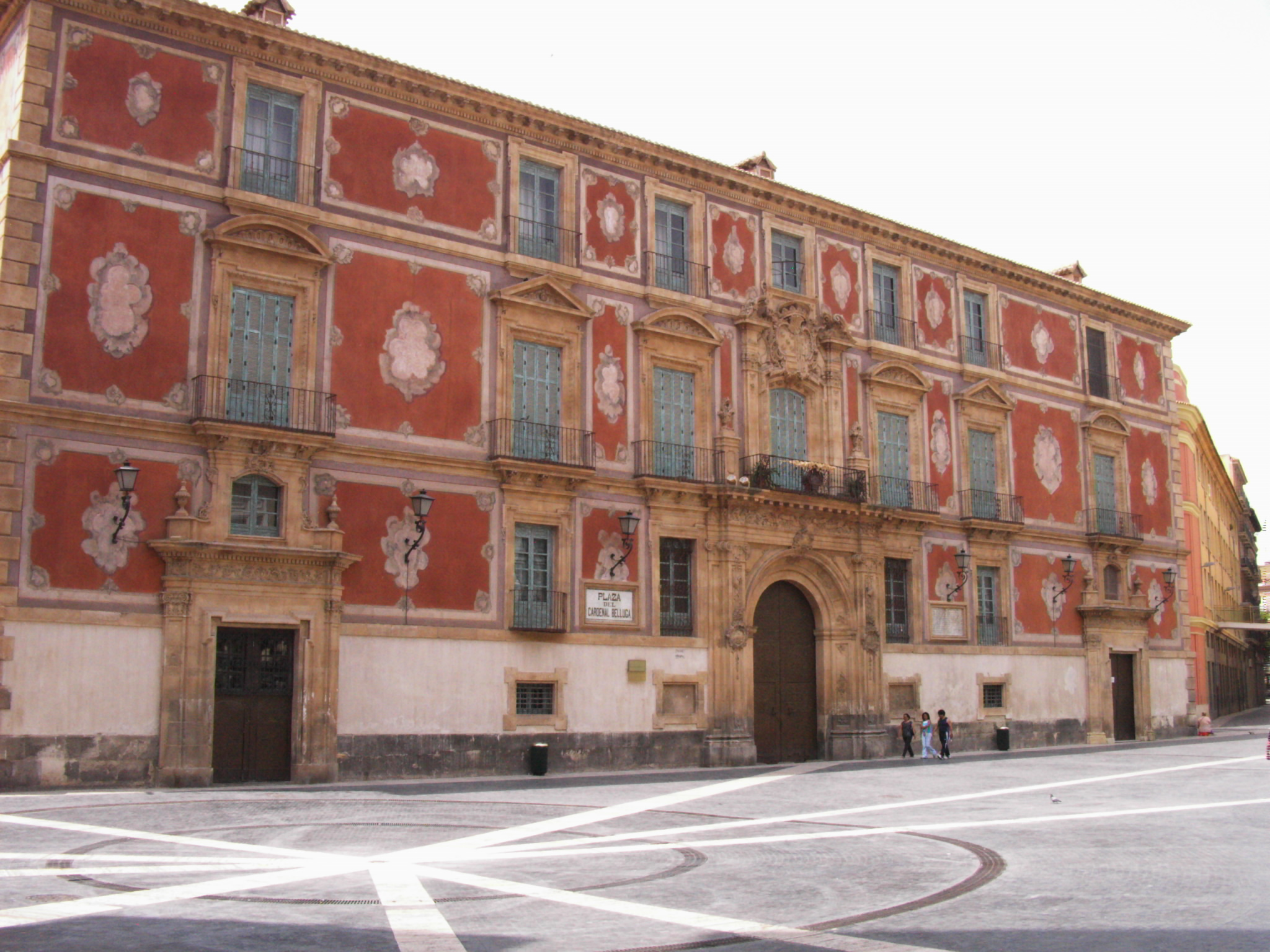
Il palazzo vescovile di Murcia.

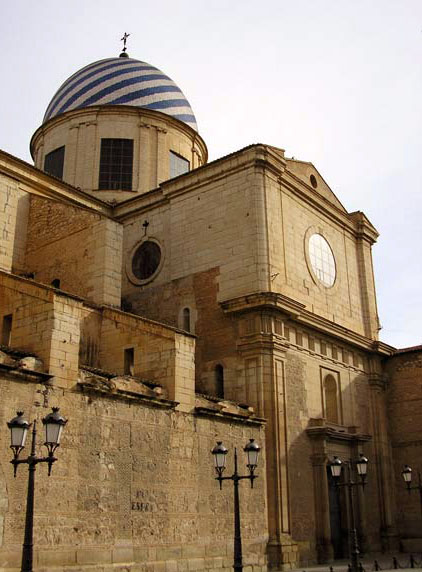
La basilica della Purissima Concezione di Maria di Yecla.

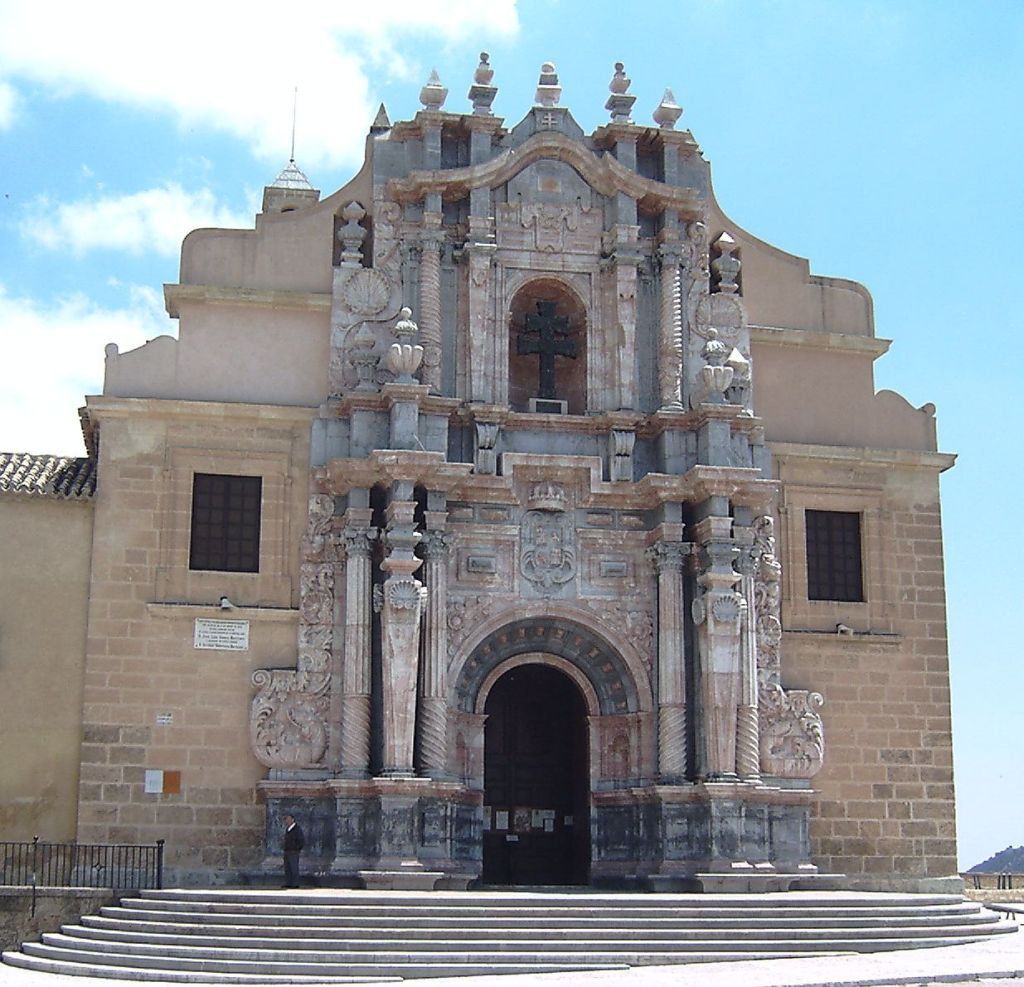
La reale basilica della Vera Croce adi Caravaca de la Cruz.

La diocesi di Cartagena (in latino Dioecesis Carthaginensis in Hispania) è una sede della Chiesa cattolica in Spagna suffraganea dell'arcidiocesi di Granada. Nel 2023 contava 1.040.770 battezzati su 1.518.486 abitanti. È retta dal vescovo José Manuel Lorca Planes.

## Territorio
La diocesi comprende la comunità autonoma di Murcia.
Sede vescovile è la città di Murcia, dove si trova la cattedrale di Santa Maria. A Cartagena sorge l'antica cattedrale di Santa Maria. In diocesi si trovano anche tre basiliche minori: la basilica della Purissima Concezione di Maria a Yecla, la reale basilica della Vera Croce a Caravaca de la Cruz, e a Cartagena la basilica di Nostra Signora della Carità.
Il territorio è suddiviso in 292 parrocchie, raggruppate in 8 zone pastorali: zona urbana di Murcia, zona suburbana I, zona suburbana II, zona di Cartagena, zona del Campo di Cartagena-Mar Menor, zona di Lorca, zona di Caravaca-Mula, zona di Cieza-Yecla.

## Storia
La diocesi di Cartagena ha origini antiche. Al concilio di Elvira del 303 la Chiesa di Cartagena era presente con un proprio presbitero, è incerto se fosse già stata eretta una diocesi. Il primo vescovo di cui si abbia notizia è Héctor, nel primo quarto del VI secolo.
La sede di Cartagena era a quel tempo sede metropolitana, in quanto la città era capoluogo della provincia romana Cartaginense, una provincia romana istituita da Diocleziano nel 293.
Nel 623 la città di Cartagena fu distrutta da Suintila. Incerta è la sorte della sede episcopale, che molti autori, tra cui quello di España sagrada, ritengono sia stata trasferita a Bigastro (Begastri, nei pressi dell'odierna Cehegín). Questa sede non è mai menzionata prima della distruzione di Cartagena, e ai successivi concili di Toledo sono menzionati vescovi di Bigastro. Il XII Concilio di Toledo del 681 ridusse la sede al rango di semplice diocesi, in quanto i diritti metropolitici di cui finora aveva goduto erano incompatibili con quelli dell'arcidiocesi di Toledo.
Durante la dominazione araba si conoscono alcuni vescovi di Bigastro, fino al vescovo Juan nel 988, che tuttavia si firma vescovo di Cartagena.
Dopo la Reconquista la diocesi di Cartagena fu ristabilita da papa Innocenzo IV il 31 luglio 1250 con la bolla Spiritus exultante e dichiarata immediatamente soggetta alla Santa Sede.
Nel 1266 furono stabiliti i confini diocesani: poiché si ignoravano i confini antichi, alla diocesi fu assegnato il territorio del regno di Murcia.
Nel 1271 e nel 1293 furono donate alla diocesi alcune porzioni di territorio che erano ancora sotto la dominazione araba, il che pose le basi per un'estensione della diocesi durante tutto il secolo successivo.
Nel 1289 la sede della diocesi fu trasferita a Murcia, ma fu mantenuto il titolo di diocesi di Cartagena.
Il 13 marzo 1309 il vescovo guerriero Martín Martínez Noloaquisino conquistò il castello di san Pietro vicino a Lubrín, che due anni più tardi permutò con Alguazas e Alcantarilla, che dal 1321 furono costituite in signorie ecclesiastiche e rimarranno tali fino al XVI secolo.
Il 9 luglio 1492 entrò a far parte della provincia ecclesiastica dell'arcidiocesi di Valencia. Intanto per effetto del ristabilimento delle diocesi di Guadix (1486) e di Almería (1492) il territorio della diocesi fu ridimensionato.
Il 14 luglio 1564 la diocesi cedette l'attuale provincia di Alicante a vantaggio dell'erezione della diocesi di Orihuela (oggi diocesi di Orihuela-Alicante).
Il 19 agosto 1592 fu istituito il seminario diocesano, dedicato a san Fulgenzio.
In forza del concordato del 1851 la diocesi di Cartagena divenne suffraganea dell'arcidiocesi di Granada. Lo stesso concordato dispose la cessazione della giurisdizione territoriale degli ordini militari, che fu sanzionata da papa Pio IX con la bolla Quo gravius del 14 luglio 1873. Di conseguenza, i vicariati di Beas e Segura furono spartiti tra la diocesi di Cartagena e quella di Jaén.
Il 2 novembre 1949 la diocesi cedette una porzione di territorio a vantaggio dell'erezione della diocesi di Albacete. Negli anni cinquanta la diocesi cedette ancora l'arcipresbiterato di Villena alla diocesi di Orihuela-Alicante (13 marzo 1954) e l'arcipresbiterato di Huércal Overa alla diocesi di Almería (10 giugno 1957). In questo modo il territorio della diocesi si ridusse a quello della provincia civile di Murcia.

## Cronotassi dei vescovi
Si omettono i periodi di sede vacante non superiori ai 2 anni o non storicamente accertati.
- Héctor † (menzionato nel 516)
- Celsino † (menzionato nel 546)
- Liciniano † (menzionato nel 582)
  - Acrusmino † (fine del VI secolo) (vescovo di Bigastro)[3]
  - Vitale † (vescovo di Bigastro)[3]
  - Vincenzo † (menzionato nel 610) (vescovo di Bigastro)
  - Bigitino o Vigitino † (prima del 633 - dopo il 646) (vescovo di Bigastro)
  - Giberio † (prima del 653 - dopo il 656) (vescovo di Bigastro)
  - Giovanni o Munolo † (menzionato nel 675) (vescovo di Bigastro)
  - Procolo † (prima del 677 - dopo il 688) (vescovo di Bigastro)
- Juan † (menzionato nel 988)
- Pedro Gallego, O.F.M. † (1241 - 19 novembre 1267 deceduto)
  - García Martínez † (1268 - 1278) (vescovo eletto)
- Diego Martínez Magaz † (23 dicembre 1278 - 16 novembre 1300 deceduto)
- Martín Martínez Noloaquisino † (5 dicembre 1301 - 30 aprile 1311 deceduto)
- Juan de Santo Domingo[4] † (6 novembre 1311 - 3 settembre[5] 1326 nominato vescovo di Calahorra e La Calzada)[6]
- Pedro Gómez Barroso il Vecchio † (3 settembre 1326 - 18 dicembre 1327 dimesso)
- Pedro Peñaranda † (23 dicembre 1327 - 1349 deceduto)
- Alfonso de Vargas † (24 luglio 1349 - 1361 nominato vescovo di Avila)
- Nicolás de Aguilar † (4 agosto 1361 - 1372)
- Guillén Gumiel † (24 novembre 1372 - 1383 deceduto)
- Fernando de Pedrosa † (12 dicembre 1383 - 1402 deceduto)
- Paolo di Santa María † (30 giugno 1403 - 18 dicembre 1415 nominato vescovo di Burgos)
- Diego Badán, O.F.M. † (18 dicembre 1415 - 2 ottobre 1422 nominato vescovo di Plasencia)[7]
- Guterio Gómez † (2 ottobre 1422 - 1446)
- Diego de Comontes † (1º aprile 1446 - 1458 deceduto)
- Lope de Rivas † (20 marzo 1459 - 1478 deceduto)[8]
- Rodrigo de Borja † (8 luglio 1482 - 11 agosto 1492 eletto papa con il nome di Alessandro VI)
  - Giovanni Battista Orsini † (31 agosto 1492- 27 marzo 1493 dimesso) (amministratore apostolico)[9]
- Bernardino López de Carvajal y Sande † (27 marzo 1493 - 20 febbraio 1495 nominato vescovo di Sigüenza)
- Juan Ruiz de Medina † (20 febbraio 1495 - 1502 nominato vescovo di Segovia)
- Juan Daza † (16 marzo 1502 - 27 gennaio 1505 nominato vescovo di Cordova)
- Juan Fernández Velasco † (4 novembre 1505 - 22 dicembre 1508 nominato vescovo di Calahorra e La Calzada)
- Martín Fernández de Angulo Saavedra y Luna † (22 dicembre 1508 - 30 settembre 1510 nominato vescovo di Cordova)
- Matthäus Lang von Wellenburg † (30 settembre 1510 - 30 marzo 1540 deceduto)
- Juan Martínez Silíceo † (23 febbraio 1541 - 8 gennaio 1546 nominato arcivescovo di Toledo)
- Esteban Almeida † (16 aprile 1546 - 23 marzo 1563 deceduto)
- Gonzalo Arias Gallego † (22 agosto 1565 - 28 aprile 1575 deceduto)
- Gómez Zapata † (11 aprile 1576 - 8 novembre 1582 nominato vescovo di Cuenca)
- Jerónimo Manrique de Lara † (19 gennaio 1583 - 5 aprile 1591 nominato vescovo di Avila)
- Sancho Dávila Toledo † (26 aprile 1591 - 10 gennaio 1600 nominato vescovo di Jaca)
- Juan Zúñiga † (24 gennaio 1600 - 20 dicembre 1602 deceduto)
- Alfonso Coloma Sa † (13 gennaio 1603 - 20 aprile 1606 deceduto)
- Francisco Martínez de Cenicero † (13 agosto 1607 - 3 agosto 1615 nominato vescovo di Jaén)
- Francisco González Zárate (de Gamarra) † (17 agosto 1615 - 30 maggio 1616 nominato vescovo di Avila)
- Alfonso Márquez de Prado † (18 luglio 1616 - 9 luglio 1618 nominato vescovo di Segovia)
- Antonio Trejo de Sande, O.F.M. † (9 luglio 1618 - 21 dicembre 1636 deceduto)
- Francisco de Manso Zuñiga y Sola † (5 ottobre 1637 - 8 ottobre 1640 nominato arcivescovo (titolo personale) di Burgos)
- Mendo de Benavides † (19 novembre 1640 - 17 ottobre 1644 deceduto)
- Juan Vélez de Valdivielso † (21 agosto 1645 - 1º luglio 1648 deceduto)
- Diego Martínez Zarzosa † (1º marzo 1649 - 31 gennaio 1656 nominato vescovo di Malaga)
- Andrés Bravo de Salamanca † (18 settembre 1656 - 13 marzo 1662 nominato vescovo di Sigüenza)
- Juan Bravo Lasprilla † (31 luglio 1662 - 17 agosto 1663 deceduto)
- Mateo de Sagade (Lazo de) Bugueiro † (28 gennaio 1664 - 28 agosto 1672 deceduto)
- Francisco de Rojas Borja † (29 maggio 1673 - 17 luglio 1684 deceduto)
- Antonio Medina Cachon y Ponce de Leon † (5 febbraio 1685 - 20 settembre 1694 deceduto)
- Francisco Joaniz de Echalaz † (16 maggio 1695 - 17 novembre 1695)
- Francisco Fernández de Angulo † (18 giugno 1696 - 29 settembre 1704 deceduto)
- Luis Belluga Moncada, C.O. † (9 febbraio 1705 - prima dell'11 settembre 1724 dimesso)
- Tomás José Ruiz Montes † (11 settembre 1724 - 11 dicembre 1741 deceduto)
- Juan Mateo López Sáenz, C.R.M. † (9 luglio 1742 - 14 ottobre 1752 deceduto)
- Diego Rojas Contreras † (12 marzo 1753 - 10 novembre 1772 deceduto)
- Manuel Rubín Celis † (15 marzo 1773 - 9 agosto 1784 deceduto)
- Manuel Felipe Miralles † (27 giugno 1785 - 15 luglio 1788 deceduto)
- Victoriano López Gonzalo † (14 dicembre 1789 - 21 novembre 1805 deceduto)
- José Jiménez † (31 marzo 1806 - 1º dicembre 1820 deceduto)
- Antonio Posada Rubín de Celis † (24 settembre 1821 - 18 marzo 1825 dimesso[10])
- José Antonio Azpeitia de y Sáenz de Santamaria † (24 marzo 1825 - 1º novembre 1840 deceduto)
  - Sede vacante (1840-1847)
- Mariano Benito Barrio Fernández † (17 dicembre 1847 - 18 marzo 1861 nominato arcivescovo di Valencia)
- Francisco Landeira Sevilla † (22 luglio 1861 - 15 settembre 1876 deceduto)
- Diego Mariano Alguacil Rodríguez † (18 dicembre 1876 - 10 gennaio 1884 deceduto)
- Tomás Bryan y Livermore † (10 novembre 1884 - 11 settembre 1902 deceduto)
- Vicente Alonso y Salgado, Sch.P. † (25 giugno 1903 - giugno 1930 dimesso)
  - Sede vacante (1930-1935)
- Miguel de los Santos Díaz y Gómara † (28 gennaio 1935 - 7 novembre 1949 deceduto)
- Ramón Sanahuja y Marcé † (13 maggio 1950 - 22 aprile 1969 ritirato[11])
- Miguel Roca Cabanellas † (22 aprile 1969 succeduto - 25 maggio 1978 arcivescovo di Valencia)
- Javier Azagra Labiano † (23 settembre 1978 - 20 febbraio 1998 ritirato)
- Manuel Ureña Pastor (1º luglio 1998 - 2 aprile 2005 nominato arcivescovo di Saragozza)
- Juan Antonio Reig Pla (24 settembre 2005 - 7 marzo 2009 nominato vescovo di Alcalá de Henares)
- José Manuel Lorca Planes, dal 18 luglio 2009

## Statistiche
La diocesi nel 2023 su una popolazione di 1.518.486 persone contava 1.040.770 battezzati, corrispondenti al 68,5% del totale.
| anno | popolazione | popolazione | popolazione | presbiteri | presbiteri | presbiteri | presbiteri                | diaconi | religiosi | religiosi | parrocchie |
| anno | battezzati  | totale      | %           | numero     | secolari   | regolari   | battezzati per presbitero | diaconi | uomini    | donne     | parrocchie |
| ---- | ----------- | ----------- | ----------- | ---------- | ---------- | ---------- | ------------------------- | ------- | --------- | --------- | ---------- |
| 1950 | 843.350     | 843.350     | 100,0       | 303        | 228        | 75         | 2.783                     |         | 101       | 860       | 214        |
| 1955 | 827.000     | 827.536     | 99,9        | 418        | 344        | 74         | 1.978                     |         | 175       | 920       | 221        |
| 1969 | 854.866     | 856.866     | 99,8        | 521        | 417        | 104        | 1.640                     |         | 172       | 1.190     | 210        |
| 1980 | 949.467     | 957.010     | 99,2        | 468        | 364        | 104        | 2.028                     |         | 184       | 1.279     | 293        |
| 1990 | 983.949     | 1.058.000   | 93,0        | 452        | 355        | 97         | 2.176                     |         | 199       | 1.171     | 283        |
| 1999 | 1.040.000   | 1.100.000   | 94,5        | 501        | 402        | 99         | 2.075                     |         | 155       | 1.027     | 289        |
| 2000 | 1.040.000   | 1.115.068   | 93,3        | 509        | 413        | 96         | 2.043                     |         | 154       | 934       | 290        |
| 2001 | 1.051.795   | 1.130.962   | 93,0        | 490        | 400        | 90         | 2.146                     |         | 143       | 962       | 293        |
| 2002 | 1.053.762   | 1.149.328   | 91,7        | 474        | 381        | 93         | 2.223                     |         | 147       | 890       | 290        |
| 2003 | 1.092.089   | 1.190.378   | 91,7        | 471        | 384        | 87         | 2.318                     |         | 145       | 949       | 291        |
| 2004 | 1.127.469   | 1.226.993   | 91,9        | 488        | 397        | 91         | 2.310                     |         | 151       | 895       | 291        |
| 2006 | 1.195.792   | 1.335.792   | 89,5        | 486        | 395        | 91         | 2.460                     |         | 143       | 894       | 291        |
| 2013 | 1.253.282   | 1.474.449   | 85,0        | 480        | 403        | 77         | 2.611                     |         | 145       | 744       | 291        |
| 2016 | 1.248.227   | 1.466.818   | 85,1        | 511        | 434        | 77         | 2.442                     |         | 132       | 656       | 291        |
| 2019 | 1.250.100   | 1.470.273   | 85,0        | 453        | 392        | 61         | 2.759                     |         | 115       | 609       | 291        |
| 2021 | 1.023.918   | 1.493.898   | 68,5        | 413        | 365        | 48         | 2.479                     |         | 95        | 573       | 292        |
| 2023 | 1.040.770   | 1.518.486   | 68,5        | 415        | 368        | 47         | 2.507                     |         | 91        | 508       | 292        |